# Технофайт 1999
Технофайт 1999 — п'ятий офіційний студійний альбом гурту «Скрябін».

## Про альбом
Невиданий альбом «Технофайт» (1993) частково вийшов з небуття. До кінця 1999 року лейбл Boom Records випустив CD з перезаписаним наново альбомом «Технофайт 1999», до якого увійшли як старі пісні невиданого оригінального «Технофайту», так і нові пісні. Всього в альбомі було 10 пісень, хоча планувалось 14 (пісні «Мама», «Україна»,«Дай (кажи мені “Дай!») і «Троха, як всі» не ввійшли). Пісні «То мій голос», «Бреши мені вголос», «То моє море», «Я мав свій сон», «Технофайт», «Всі такі примітивні» - пісні з оригінального альбому, записані наново, але під ту ж саму мелодію, що й оригінали. Разом з тим до альбому увійшли нові пісні - «Ненормальне літо», «Фільм»), а також ремікси - «Оля», «Плани». Крім класичного скрябінського тріо, у записі альбому брав участь Андрій Підлужний — вокал в пісні «Оля».

## Список композицій
1. То мій голос  - 04:44
2. Ненормальне літо - 03:47
3. Бреши мені вголос - 04:02
4. Море (най цілий світ пропаде) - 04:16
5. Мав свій сон - 02:37
6. Технофайт - 03:20
7. Плани - 03:29
8. Примітівні - 03:48
9. Оля - 03:08
10. Фільм (скоро буде) - 03:11